# 167 km (okręg miejski Kaługa)
167 km (ros. 167 км) – przystanek kolejowy w pobliżu miejscowości Tichonowa Pustyń, w okręgu miejskim Kaługa, w obwodzie kałuskim, w Rosji. Położony jest na linii Moskwa – Briańsk – Kijów.